# Tempel von Derr

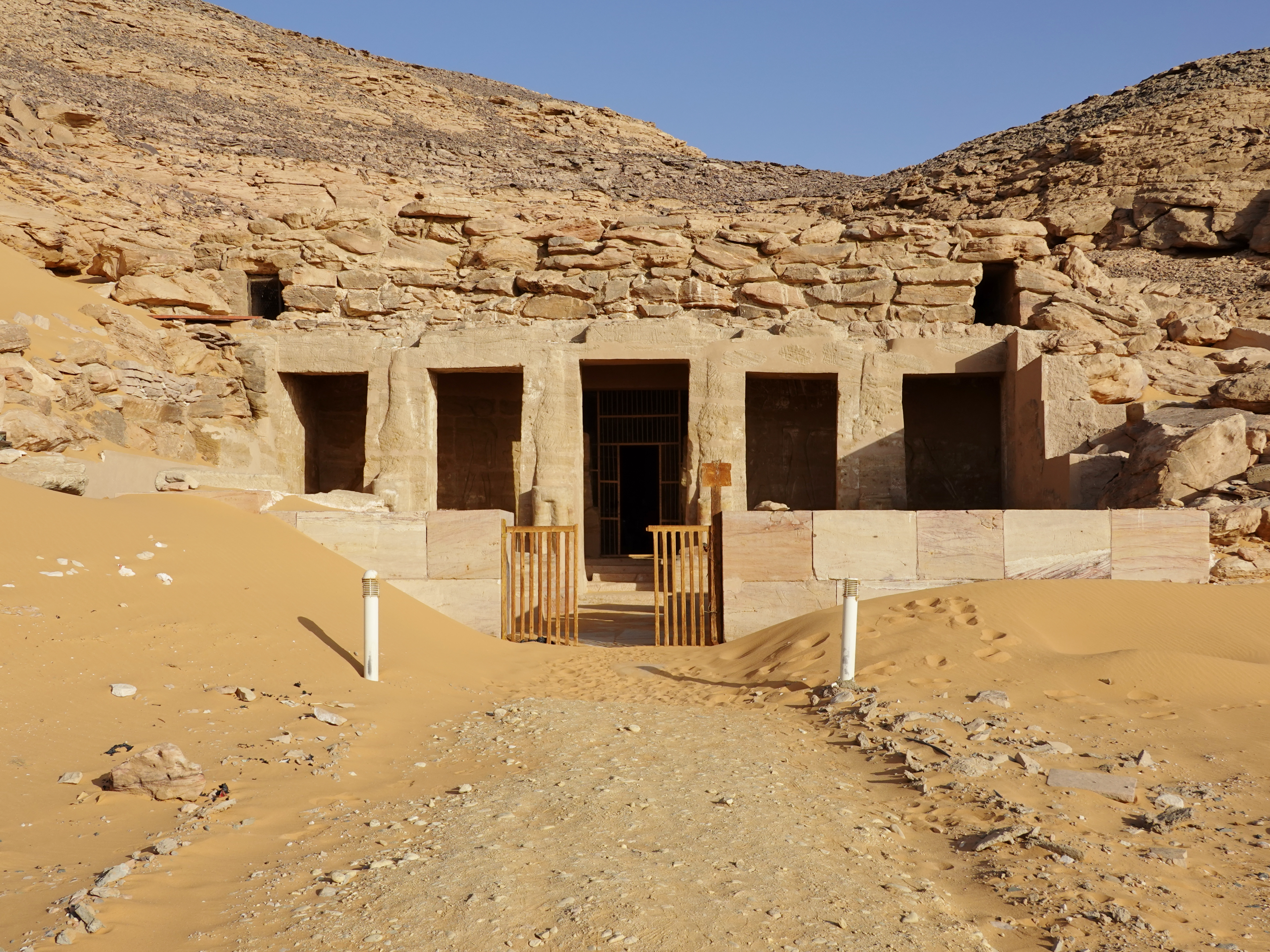
Eingang zum Tempel von Derr

Der Tempel von Derr ist ein altägyptischer Felsentempel vom Typ eines Hemispeos, den König (Pharao) Ramses II. im 13. Jahrhundert v. Chr. am Ostufer des Nils in Nubien westlich von Amada errichten ließ. Der etwa 37 Meter lange Bau, der den Namen „Haus des Ramses-geliebt-von-Amun (= Ramses II.) im Haus des Re“ trug, zählt zu den größeren Felsentempeln in Ägypten und verfügte über zwei Pfeilerhallen. Die Pfeiler wurden zum Teil eigens angefertigt oder aus dem Felsen geschlagen.
In seiner Ausführung ähnelt der Tempel dem großen Felsentempel von Abu Simbel. Wie dieser war der Tempel von Derr ebenfalls den Göttern Amun-Re, Ptah, Re-Harachte und dem König selbst geweiht. Im Vergleich zum großen Tempel fehlen zwar die Statuen an der Fassade, jedoch gab es am Eingang zwei große Sitzkolosse des Königs. Der Tempel von Derr war stark beschädigt. Zur Zeit der frühen Christen im Land war er als Kirche benutzt worden, die Teile der Wanddekoration zerstörten. Zu den noch erhaltenen Reliefs zählt eines, das eine Prozession der Königskinder von Ramses II. zeigt.
Im Zuge des Baus des Assuan-Hochdamms wurde der Tempel 1964 aus dem ursprünglichen Felsen geschnitten und, wie auch andere Tempel in dem Areal, nach Neu-Amada verlegt und dort teilweise wieder aufgebaut.

## Literatur

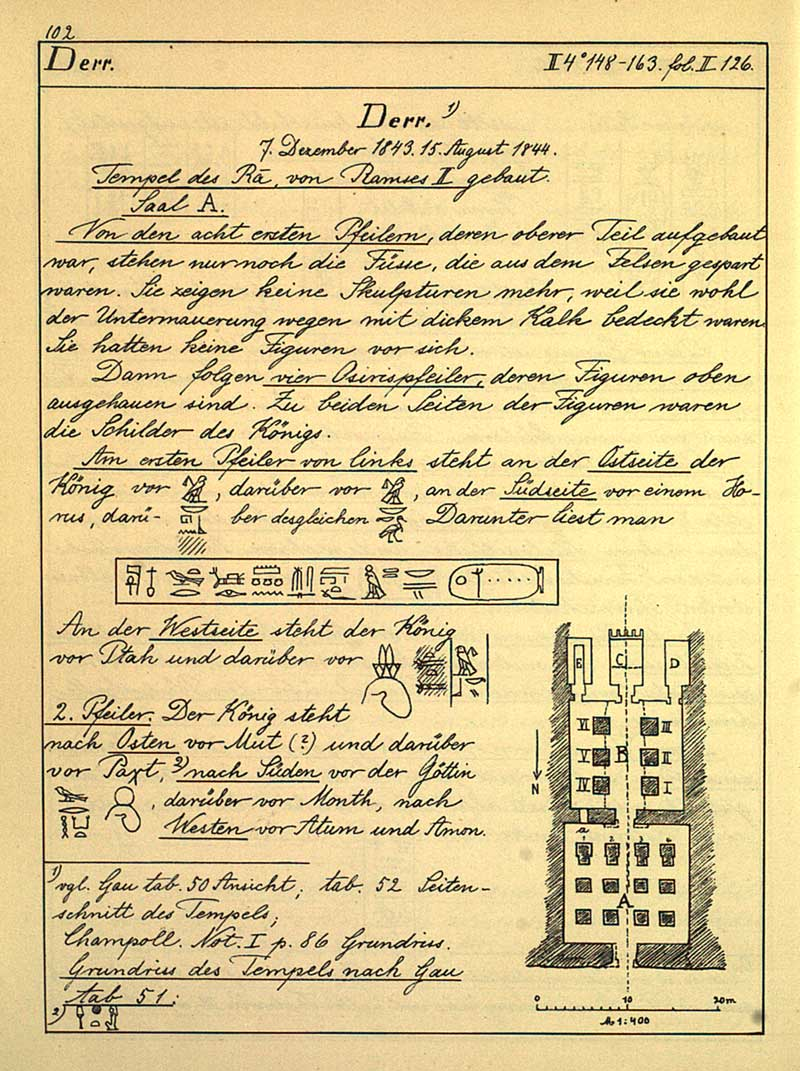
Richard Lepsius: Derr. In: Denkmäler aus Aegypten und Aethiopien, Bd. V, S. 102